# اکونومی (ایندیانا)
اکونومی (به انگلیسی: Economy) یک شهر در ایالات متحده آمریکا است که در شهرستان وین، ایندیانا واقع شده‌است. اکونومی ۰٫۲۳ کیلومتر مربع مساحت و ۱۸۷ نفر جمعیت دارد و ۳۵۲ متر بالاتر از سطح دریا واقع شده‌است.